# Organització territorial de Moldàvia
La República de Moldàvia s'organitza territorialment segons el que estableix la llei 764-XV/2001, de 27 de desembre de 2001, modificada en darrer terme el 24 d'abril de 2008. Aquest text, aprovat pel Partit Comunista en el poder, fixa 37 unitats territorials diferents, que comprenen 32 districtes (en romanès raion, plural raioane), tres municipis (Bălţi, Chișinău i Tighina), una unitat territorial autònoma (Gagaúsia, en romanès Găgăuzia) i una unitat territorial (Transnístria, en romanès Stânga Nistrului).

## Organització territorial actual

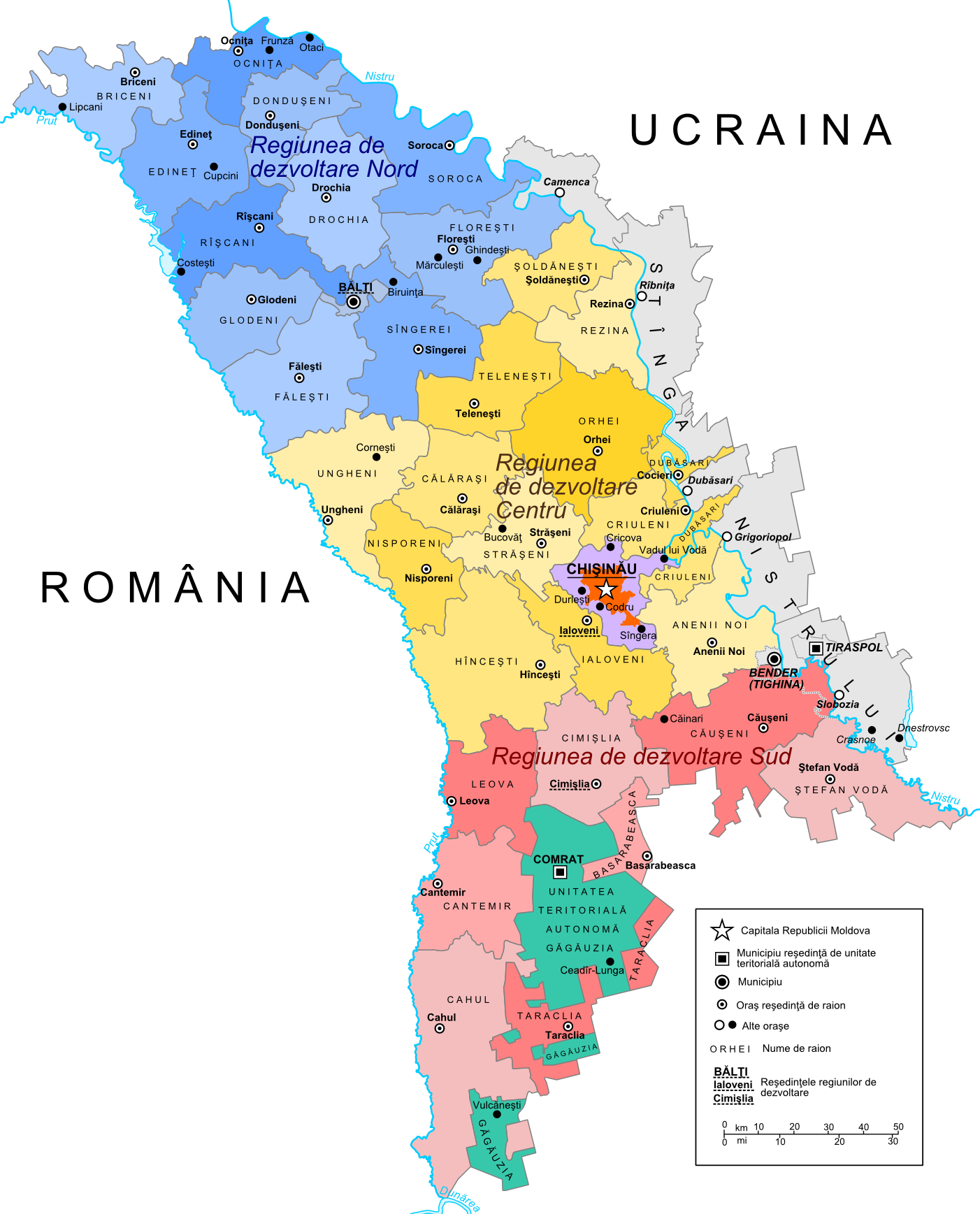
Divisió administrativa de Moldàvia (en romanès)

### Districtes
| - Districte d'Anenii Noi - Districte de Basarabeasca - Districte de Briceni - Districte de Cahul - Districte de Cantemir - Districte de Călăraşi - Districte de Căuşeni - Districte de Cimişlia - Districte de Criuleni - Districte de Donduşeni - Districte de Drochia | - Districte de Dubăsari - Districte d'Edineţ - Districte de Faleşti - Districte de Floreşti - Districte de Glodeni - Districte de Hînceşti - Districte de Ialoveni - Districte de Leova - Districte de Nisporeni - Districte d'Ocniţa - Districte d'Orhei | - Districte de Rezina - Districte de Rîşcani - Districte de Sîngerei - Districte de Soroca - Districte de Străşeni - Districte de Şoldăneşti - Districte de Ştefan Vodă - Districte de Taraclia - Districte de Teleneşti - Districte d'Ungheni |

#### Municipis
- Bălţi
- Chișinău
- Tighina

#### Unitats territorials
- Găgăuzia
- Stânga Nistrului

L'estatus final d'aquesta darrera regió no ha estat determinat encara avui dia, donat que aquest territori no està sota el control de les autoritats moldaves. A més, les ciutats de Comrat (a Gagaúsia) i Tiraspol (a Transnístria) tenen la categoria de municipis, tot i que no com a divisió administrativa d'ordre nacional sinó com a municipis de les mateixes regions autònomes.

## Organitzacions territorials anteriors

### Ciutats i districtes (1992-1998)
Entre 1991 i 1998, Moldàvia va estar organitzada territorialment en 10 ciutats i 40 districtes:

#### Ciutats
- Bălţi
- Cahul
- Chişinău
- Dubăsari
- Orhei
- Rîbniţa
- Soroca
- Tighina
- Tiraspol
- Ungheni

#### Districtes
| - Anenii Noi - Basarabeasca - Brinceni - Cahul - Camenca - Cantemir - Căinari - Călăraşi - Căuşeni - Ciadîr-Lunga - Cimişlia - Comrat - Criuleni - Donduşeni - Drochia | - Dubăsari - Edineţ - Făleşti - Floreşti - Glodeni - Grigoriopol - Hînceşti - Ialoveni - Leova - Nisporeni - Ocniţa - Orhei - Rezina - Rîbniţa - Rîşcani | - Sîngerei - Slobozia - Soroca - Străşeni - Şoldăneşti - Ştefan Vodă - Taraclia - Teleneşti - Ungheni - Vulcăneşti |

### Comtats (1998-2003)

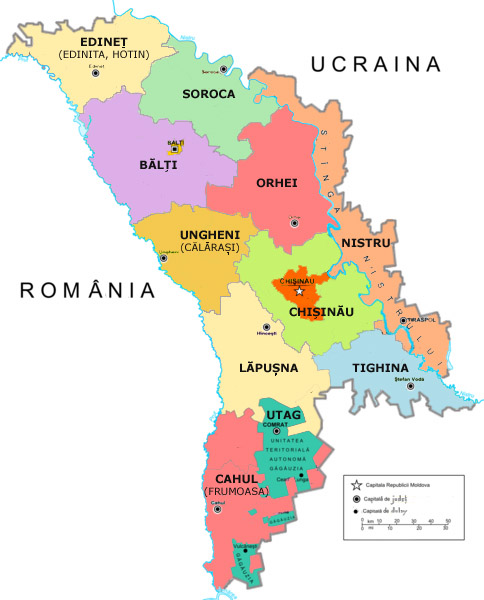
Divisió administrativa de Moldàvia entre 1998 i 2003 (en romanès)

El 1998, la República de Moldàvia modificà la seva organització territorial per tal d'adaptar el país a un esquema més federal, recollint així, en part, les aspiracions de Gagaúsia i Transnístria. El país passà a estar dividit en nou províncies o comtats (en romanès, judeţe), un municipi (la capital) i dos territoris autònoms:

#### Comtats
| - Bălţi - Cahul - Chișinău (sense incloure la capital) - Edineţ - Lăpuşna | - Orhei - Soroca - Tighina - Ungheni |

#### Municipi
- Chișinău

#### Unitats territorials autònomes
- Gagaúsia
- Transnístria